# Pokolenie
Pokolenie es una película polaca de 1955 dirigida por Andrzej Wajda. Está basada en la novela Pokolenie de Bohdan Czeszko, quien también escribió el guion. Fue la primera película de Wajda y la primera entrega de lo que se convirtió en su trilogía Three War Films ambientada en la Segunda Guerra Mundial, a la que seguirían Kanał y Cenizas y diamantes.

## Reparto
- Tadeusz Łomnicki como Stach Mazur
- Urszula Modrzyńska como Dorota
- Tadeusz Janczar como Jasio Krone
- Janusz Paluszkiewicz como Sekula
- Ryszard Kotys como Jacek (acreditado como Ryszard Kotas)
- Roman Polanski como Mundek

## Producción
La primera película de la “famosa trilogía de guerra” de Wajda, Pokolenie, fue su debut como director a los veintisiete años. Bajo la influencia de los neorrealistas italianos, Wajda y su equipo de producción filmaron rutinariamente secuencias al aire libre en condiciones climáticas y de luz no óptimas, violando preceptos de producción polacos anteriores. 
Debido a que en ese momento no era posible adaptar las ametralladoras para disparar balas de fogueo, todos los disparos de armas automáticas se realizaron con munición real disparada en sacos de arena fuera de la pantalla.
Un ejecutivo de producción cinematográfica polaca que revisó la película terminada estaba preocupado por algunas de las brutales representaciones de violencia y, además, por el hecho de que el héroe sea retratado como un proletariado descontento. A pesar de estas objeciones, se aprobó el estreno de Pokolenie. Se inauguró en Varsovia el 25 de enero de 1955.